# Чеплаков, Пётр Фёдорович
Пётр Федорович Чеплаков (1906, Баку, Российская империя — 1985) — советский партийный деятель, второй секретарь ЦК Коммунистической партии (большевиков) Азербайджана (1938—1944), первый секретарь Сахалинского областного комитета ВКП(б)/КПСС (1951—1960).

## Биография
Родился в семье рабочего-нефтяника Ф. С. Чеплакова, в 1918 году окончил начальную школу, в 14 лет вступил в комсомол и до 1925 года находился на комсомольской работе в Сураханском районе Баку. Член ВКП(б) с мая 1927 г. С 1929 — слушатель рабочего факультета, затем поступил в Азербайджанский институт нефти, который окончил в начале 1933 года.
- 1933—1934 — преподавал в нефтяном техникуме в Баку
- с 1934 — секретарь Астрахан-Базарского, а затем  Сураханского районного комитета КП(б) Азербайджана г. Баку
- 1937 — первый секретарь Орджоникидзевского районного комитета КП(б) Азербайджана г. Баку
- с конца 1937 до мая 1938 — заведующий отделом руководящих партийных органов ЦК КП(б) Азербайджана
- 1938 — избран депутатом Верховного Совета Азербайджанской ССР I созыва, являлся членом его президиума
- с мая 1938 до марта 1944 — второй секретарь ЦК КП(б) Азербайджана
- 29.12.1940 — доизбран в депутаты Совета Союза Верховного Совета СССР I созыва по Бакинско-Кировскому округу (на место умершего в апреле 1939 года депутата И. М. Губкина)[2].
- с марта 1944 по сентябрь 1949 — первый секретарь Грозненского областного комитета ВКП(б) и первый секретарь Грозненского горкома ВКП(б)
- в 1946 году избран депутатом Совета Союза Верховного Совета СССР II созыва от Грозненской области
- с 1950 — учился на годичных Курсах переподготовки при ЦК ВКП(б), по окончании которых направлен в Сахалинскую область
- 15 июня 1951 — 5-м пленумом Сахалинского обкома ВКП(б) избран 1-го секретарём и членом бюро обкома[3].
- 1951—1960 — первый секретарь Сахалинского обкома ВКП(б)/КПСС
- в 1954 году избран депутатом Совета Союза Верховного Совета СССР IV созыва от Холмского избирательного округа №288[1]
- в 1958 году избран депутатом Совета Союза Верховного Совета СССР V созыва от Холмского избирательного округа №295[4]
- с 25 августа 1960 работал советником в аппарате Совета Министров РСФСР

С 1968 года персональный пенсионер союзного значения. Умер 9 августа 1985 года.
Делегат XVIII—XXI съездов ВКП(б)/КПСС. Член ЦК КПСС (1952—1956), кандидат в члены ЦК КПСС (1956—1961). Депутат Верховного Совета СССР 1—2, 4—5 созывов.

## Награды и звания
- три ордена Ленина:

27.04.1940 — «в ознаменование 20-й годовщины освобождения Азербайджана от ига капитализма и установления там советской власти»
23.11.1943 — «за успешное выполнение заданий Правительства по развитию сельского хозяйства и животноводства»
- орден Отечественной войны 1-й степени
- два ордена Трудового Красного Знамени:

06.02.1942  — «за образцовое выполнение заданий Правительства по увеличению добычи нефти, производству оборонных нефтепродуктов и боеприпасов»
03.09.1956 — «в связи с 50-летием со дня рождения и отмечая его заслуги перед Советским государством»
- медали, в том числе:

«За трудовую доблесть» (25.12.1959) — «за достижение высоких показателей в производстве и продаже государству в 1959 году мяса и других продуктов сельского хозяйтва»

## Семья
Брат:
- Чеплаков, Степан Фёдорович (1911—1999) — почётный нефтяник СССР, заместитель начальника управления Мингазпрома СССР (1976—1986)[11]